# Watney Open
Watney Open — пригласительный снукерный турнир, проходивший только один раз — в 1974 году в Англии.
В турнире участвовали 16 игроков, из которых один или два были любителями, остальные — профессионалами. Матчи проводились еженедельно (одна игра в неделю) с 7 сентября по 22 декабря 1974 года в формате нокаут-раунда. В полуфиналах, которые были разделены на три сессии, побеждал тот, кто выиграл больше партий в матче из 25 фреймов.
Все игры проводились в Северном снукерном центре в городе Лидс. Общий призовой фонд турнира составил 3000 фунтов стерлингов.

## Победители
| Год  | Победитель    | Финалист   | Счёт  | Приз победителю | Спонсор |
| ---- | ------------- | ---------- | ----- | --------------- | ------- |
| 1974 | Алекс Хиггинс | Фред Дэвис | 17:11 | £ 1 000         | Watneys |